# Yasmine Al Massri
Yasmine Al Massri (in arabo: ياسمين المصري; Libano, 21 novembre 1978) è un'attrice libanese con cittadinanza statunitense naturalizzata francese.

## Biografia
Al Massri è nata in Libano nel 1978, da padre palestinese e madre egiziana. Si trasferì a Parigi per studiare dove nel 2007 si diplomò all'École des beaux-arts; ed incominciò la sua carriera come ballerina. Il suo debutto sul grande schermo avvenne con il film Caramel: controversa e acclamata commedia libanese. IL film venne presentato al festival di Cannes lo stesso anno. Per Caramel Al Massri ricette il premio come miglior attrice al Abu Dhabi Film Festival. Nel 2014 debutta nella televisione americana nel ruolo di Selima El Sharad nella serie televisiva Crossbones. È conosciuta per il doppio ruolo delle sorella Nimah e Raina Amin nella serie televisiva ABC del 2015 Quantico.

## Vita privata
Massri vive a Los Angeles con il marito Michael Desante, attore di origini palestinesi, e il figlio Liam. Dal maggio 2016 è cittadina statunitense.

## Filmografia

### Cinema
- Caramel, regia di Nadine Labaki (2007)
- Al-mor wa al rumman, regia di Najwa Najjar (2008)
- Miral, regia di Julian Schnabel (2010)
- Al Juma Al Akheira, regia di Yahya Alabdallah (2011)

### Televisione
- Crossbones – serie TV, 9 episodi (2014)
- Quantico – serie TV, 44 episodi (2015-2018)
- Law & Order - Unità vittime speciali - serie TV , episodio 19x11 (2018)